# Koreoleptoxis
Koreoleptoxis is een geslacht van weekdieren uit de klasse van de Gastropoda (slakken).

## Soorten
- Koreoleptoxis amurensis (Gerstfeldt, 1859)
- Koreoleptoxis globus (Martens, 1886)
- Koreoleptoxis nodifila (Martens, 1886)
- Koreoleptoxis tegulata (Martens, 1894)

### Synoniemen
- Koreoleptoxis ovalis J. B. Burch & Jung, 1988 => Koreoleptoxis globus (Martens, 1886)